# Doğan Şenli
Muhammed Doğan Şenli (Van, 16 luglio 1992) è un cestista turco.